# Спортна асоциация на европейските университети
Спортната асоциация на европейските университети (съкратено САЕУ) е неправителствена организация организация с нестопанска цел, работеща в областта на университетския спорт в Европа.
Тя свързва националните университетски спортни федерации, клубове, отбори, индивидуални състезатели, доброволци и други спортни дейци от над 40 страни в цяла Европа.

## История
Основана е през ноември 1999 г. във Виена, Австрия от 25 членове-основатели на мрежа от национални университетски спортни организации от Европа.
През 2000 г. е първото общо събрание – то се провежда в Париж, Франция. 4 страни стават членки и събранието одобрява въвеждането на европейските първенства за университетски отбори. През 2001 г., са организирани първите европейски университетски състезания по баскетбол и волейбол.
През 2002 г. се провежда първият симпозиум на САЕУ в Никозия, Кипър. Общото събрание създава студентска комисия на САЕУ, за да се засили участието на студентите в европейския университетски спорт.
Федерацията непрекъснато нараства – както в членове, така и в дейности. През 2004 г. е имало 9 спорта в програмата на Европейския университетски шампионат. Третият симпозиум на САЕУ се провежда във Фалун, Швеция през 2005 г.; в края на годината САЕУ публикува първото си списание.
През 2006 г. спортните събития са преименувани на „Европейски университети първенства“, за да се подчертае, че университетите са участниците в събитията. Първото издание на Конвенцията на САЕУ европейските университетски първенства се организира в Айндховен, Холандия, където се провежда и първото спортно събитие. Това са първенства по волейбол, футбол и тенис, както и турнир за Купата на САЕУ по водна топка.
САЕУ празнува своя 10-годишен юбилей през 2009 г. с тържество по време на Общото събрание във Виена. Специални отличия са връчени по случай юбилея. Организирани са 15 европейски университетски първенства, броят на участниците достига 3000 спортисти-студенти, представляващи 417 университета от 32 страни. 2009 г. е белязана от смъртта на Eнo Хармс, който е сред инициаторите и първият председател на САЕУ.
През 2010 г. САЕУ открива новия си офис в Любляна, Словения, където се намира и секретариатът на организацията.
Първите университетски игри се провеждат през 2012 г. в гр. Кордоба, Испания. През 2014 г. Европейските университетски игри се провеждат в Ротердам, Нидерландия.

## Мисия
Мисията на САЕУ е да се поддържа и развива редовната комуникация между националните спортни федерации; за координиране на спортни конкурси, конференции, масови спортни мероприятия и други дейности, както в университета, така и на национално равнище; да представляват университетските спортове като цяло; да разпространява в цяла Европа идеалите на университетските спортове в тясно сътрудничество с Международната федерация университетски спорт (FISU) и други европейски организации.

## Програма
Отделно от програмите и дейностите в спорта САЕУ подкрепя и насърчава образователни дейности в областта на студентския спорт. Те се осъществяват главно от трите вида събития, организирани от САЕУ: семинари, симпозиуми и конвенции.
Семинарите се организират на всеки 2 години и обикновено съпътстват общите събрания и се съсредоточат върху теми, които представляват интерес за организациите-членки.
Симпозиуми се организират на всеки 2 години и са съсредоточени в активното включване на ученици и сътрудничеството с университетите.
Конвенции се организират всяка година като част от програмата на организаторите за европейски университетски първенства и европейски университетски игри и обучение.

## Символи
- САЕУ приема международния студентски химн "Gaudeamus Igitur" за свой химн.
- Знамето включва емблемата в средата на знамето, направени от бял материал.
- Логото или емблемата на САЕУ се състои от синя буква "U" на бял фон, с 12 жълти звезди около нея. По-долу е абревиатурата на организацията в сини букви.